# Areva
Areva je francosko mednarodno podjetje, ki se ukvarja z jedrsko in obnovljivo energijo. Areva ima korenine v podjetju Framatome, ki je bilo ustanovljeno leta 1958. Kasneje, leta 2001, je bil ustanovljena skupina Areva, ko so se združili Framatome (zdaj Areva NP), Cogema (zdaj Areva NC) in Technicatome (zdaj Areva TA). Leta 2006 so ustanovili oddelek za obnovljivo energijo. Leta 2009 je Areva kupila Siemensov jedrski oddelek.
Areva velja za največje jedrsko podjetje na svetu, EDF pa za največje distribucijsko podjetje jedrske električne energije.
Areva in Siemens sta skupaj razvili 1650 MWe Evropski tlačnovodni reaktor (EPR).
Areva se ukvarja z vsemi koraki pri proizvodnji jedrske energije:
- Iskanje in rudarjene urana
- Obogatenje urana in fabrikacija jedrskega goriva
- Dizajniranje, gradnja, operiranje in vzdrževanje jedrskih reaktorjev
- Reprocesiranje jedrskega goriva

## Znanje povezave
- Uradno spletno mesto